# Керъм
Керъм, също така каром (на английски: Carrom), керъмборд или индийски билярд, е древна настолна игра, сходна с билярда, която се играе от двама или четирима души. Радва се на широка популярност в Южна Азия, където от столетия е любим начин за забавление за малки и големи. Простите правила на играта я правят достъпна за всички, а комплексността ѝ спомага за развитие на аналитичното и пространствено мислене, креативността, концентрацията и редица други качества на играчите.

## История и разпространение
Керъмът е с неизяснен произход, като различни източници посочват като негова родина Индия, Шри Ланка, Бирма, Великобритания, Йемен, Етиопия и дори Египет. Неизяснени също така остават връзките му с билярда, като несъмнено двете игри са си повлияли взаимно. Факт е, че керъм се играе в почти всички страни по бреговете на Индийския океан (Индия, Шри Ланка, Бангладеш, Пакистан, Малдивите, Сомалия, Малайзия, Иран, о-в Мавриций, Индонезия и пр.), както и в съседни на тях държави, като Афганистан и Непал .
През първата половина на 19 век играта вече е широко популярна в Индия, както сред обикновеното население, така и сред обществения елит (в двореца на махараджата на Патиала е запазена стъклена дъска за керъм). В началото на 20 век керъм се играе и в Япония. През втората половина на 20 век индийската диаспора, както и туристи от всички части на света, посещаващи Южна Азия, разпространяват играта също така в Европа, Северна Америка, Австралия и Близкия изток. На 4 май 1956 г. в индийския град Ченай е основана първата в света национална федерация по керъм , а през 1988 г. на същото място е основана и Международната федерация по керъм , която постановява международните правила на керъма в неговия спортен вариант. Оттогава насам редовно се провеждат международни турнири по керъм, световни, европейски и азиатски първенства. 
На европейското първенство в Лондон през 2014 г. България записа първо участие на подобен международен турнир. Оттогава керъм се играе редовно в Пловдивско. Има играчи и в Добрич и Русенско. След десет години прекъсване през 2024 г. България отново ще бъде представена от двама състезатели на Европейското първенство в Сърбия, където националният отбор ще търси и първа победа на подобен форум.

## Същност на играта
Играе се на квадратна дъска от дървен фурнир, в четирите ъгъла на която са разположени джобове. В началото на играта в центъра на дъската по определен начин се разполагат 9 бели, 9 черни и 1 червен пул („царица“). Тези пулове обикновено са от дърво и всеки играч/отбор играе с един от двата цвята, като царицата (червеният пул) е общ (нещо подобно на черната топка в билярда). Целта на играчите (или отборите от двама души при играта по двойки) е да вкарват дървените пулове в джобовете, като за целта използват по-голям пул, наречен „бияч“ (традиционно от слонова кост, а в днешно време обикновено от пластмаса). В почти всеки регион на света правилата на керъма са различни, но международните правила са стандартизирани и важат за всички международни турнири.

## Дъската за игра
Дъската, която се използва при турнири, трябва да бъде гладка, квадратна, със заоблени ръбове и размери 72 см или 74 см. Тя трябва да се намира приблизително на 60 – 70 см над пода. Във всеки ъгъл се намира кръгъл отвор с диаметър 51 мм., под който се намира мрежичка за хващане на пуловете (подобно на билярда и снукъра). Две линии са разположени по диагоналите на дъската. Това са „фаловите линии“. В центъра са разположени два концентрични кръга. Вътрешния кръг е с размерите на пул, а външния е шест пъти по-голям. По протежение на четирите страни, на известно разстояние, са разположени две успоредни линии. Те трябва да бъдат на 3,8 см. една от друга и се заключват между диагоналните „фалови линии“. В краищата им са разположени червени кръгове с диаметър 3,8 см. Така оформеният квадрат с червените точки в ъглите се нарича „базова линия“. Най-близката „базова линия“ до играча е зоната, в която трябва да се постави „бияча“ на играча.

## Правила
Официалните турнирни правила са зададени от „Британската федерация по Керъм“.
Играта се играе от двама съперника, стоящи в два противоположни края на дъската. За да се реши кой играе пръв, един от играчите взема пул и го стиска в ръка. Ако съперникът му познае в коя ръка е пула, той започва пръв. В противен случай пръв започва този, който държи пула в ръка. Играчът, който започва, играе с белите пулове.

### Подготовка и подреждане
В първоначално положение „Царицата“ се поставя в центъра на дъската, върху по-малкия от двата концентрични кръга. 6 пула се поставят около „Царицата“ в кръг, като всеки от тях докосва нея и съседните пулове. Останалите 12 се нареждат около първия кръг от пулове, като всеки пул от външния кръг докосва пуловете от вътрешния кръг. Пуловете се нареждат така, че цветовете им да се редуват. Оформените по този начин два концентрични кръга от пулове се ориентират така, че „Царицата“, бял пул от вътрешния кръг и бял пул от външния кръг да сочат центъра от страната на играча, който започва пръв.

#### Цел на играта
Играта се играе на ходове. Всеки ход се състои от един или повече удара. Играч побеждава, когато е вкарал всички пулове с неговия цвят. Никой от играчите не може да спечели, докато някой от съперниците не „покрие Царицата“. За да се „покрие Царицата“, играч трябва да вкара пул с неговия цвят веднага, след като е вкарал „Царицата“. Ако „Царицата“ е вкарана, но не е „покрита“, тя се връща в центъра на дъската. Играчите обикновено се опитват да „покрият Царицата“, когато са сигурни в победата си, защото „покриването на Царицата“ дава бонус точки. 

#### Удряне с бияча
- За всеки удар „бияча“ се поставя между двете базови линии или на червените точки в края на своята „базова линия“.

- Биячът“ трябва да докосва и двете линии на „базовата линия“.

- „Биячът“ не може да „отреже луната“ – да бъде поставен частично върху някоя от червените точки на „базовата линия“
- Играчът трябва да удари „бияча“ с един пръст напред. Не е позволен удар с меката част на пръста.
- При удар, лакътят на играча не трябва да пресича диагоналните „фалови линии“.

#### Основни правила
- При начален удар на играча са позволени три опита да „разбие“ подредените пулове в центъра.
- Няма значение пул с какъв цвят удря играча или дали изобщо „бияча“ ще удари пул – фаул не се присъжда.
- Ако играчът вкара „Царицата“ и/или един или повече пула с неговия цвят, „биячът“ се връща на базовата линия за следващ удар.
- Ако играчът не вкара нито един пул, или извърши фаул, ходът му приключва

#### Покриване на Царицата
- Играч може да вкара и „покрие“ „Царицата“, ако е вкарал поне един от своите пулове.
- Ако играч вкара „Царицата“ преди да евкарал свой пул, ходът му продължава, а „Царицата“ се връща в центъра, когато той приключи.
- Ако играч вкара „Царицата“ и свой пул в един удар, тогава се счита, че той е покрил „Царицата“. Това разбира се важи единствено, когато играчът вече е вкарал свой пул.
- Когато играч е вкарал „Царицата“, но не я е „покрил“, тогава тя се вади от джоба и се слага възможно най-близо до червената точка в центъра от опонента му.

#### Други правила
- Пулове, които се връщат в централния кръг, могат да се слагат един върху друг.
- Ако пулове застанат един върху друг частично или нацяло, те остават така, докато не бъдат разбити в процеса на играта.
- Ако „биячът“ застане върху или под друг пул, то той трябва да се вземе с минимално помръдване на пула.

#### Фаулове
Когато играч извърши фаул, неговия ред приключва веднага и се пристъпва към „наказание“. „Наказанието“ се изразява във връщане на вече вкаран в джоба пул, където и да е в центъра на кръга от опонента му. Всеки пул, който трябва да се върне в централния кръг, се връща от опонента на играча, на който принадлежи. 
Фаул се отсъжда в следните ситуации:
- „Биячът“ е вкаран в джоба.
- „Биячът“ или който и да е от пуловете е напуснал игралното поле.
- Играч вкара пул на противника. Ако „Царицата“ също е вкарана в същия ход, то тя се връща в центрания кръг от противника, заедно с наказателен пул. Всички други пулове остават в джоба.

- Играч вкара последния пул на противника. Независимо дали „Царицата“ е вкарана, противниковия пул се връща в централния кръг заедно с наказателен пул.
- Ако играч е вкарал последния си пул преди да „покрие Царицата“. В този случай вкарания пул се връща в централния кръг, заедно с наказателен пул.
- Играч не спази правилата за удряне с „бияча“.
- Играч докосне друг пул, освен „бияча“.
- Играчът който разбива не успее да разбие три пъти подред.

Когато е налице фаул, а играчът няма вкарани пулове, то се изважда следващия вкаран пул. Тогава наказателния пул се връща в централния кръг от противника в края на хода на играча. Ако противника не направи това до началото на следващия ход, наказанието отпада.

#### Точкуване
Накрая на всяка игра победителя печели по 1 точка за всеки противников пул, който е останал на масата. Ако победителя има по-малко от 24 точки и е „покрил Царицата“, получава бонус от 5 точки. Ако победителя има 24 или повече точки, тогава не се присъжда бонус за „покриване на Царицата“.
Максималният брой на една игра е 14 точки, а на един мач е 29 точки.

#### Игра по двойки
„Керъм“ може да се играе както с двама, така и с четирима играча. При игра на двойки партньорите сядат един срещу друг, а ходовете се въртят по посока на часовниковата стрелка. Правилата са същите като при играта с двама души.